# 186 (liczba)
186 (sto osiemdziesiąt sześć) – liczba naturalna następująca po 185 i poprzedzająca 187.

## W matematyce
- 186 jest liczbą sfeniczną[1]
- 186 jest liczbą bezkwadratową[2]
- 186 jest palindromem liczbowym, czyli może być czytana w obu kierunkach, w pozycyjnym systemie liczbowym o bazie 5 (1221) oraz bazie 8 (272)
- 186 należy do czterech trójek pitagorejskich (186, 248, 310), (186, 952, 970), (186, 2880, 2886), (186, 8648, 8650).

## W nauce
- liczba atomowa unocthexium (niezsyntetyzowany pierwiastek chemiczny)
- galaktyka NGC 186
- planetoida (186) Celuta
- kometa krótkookresowa 186P/Garradd

## W kalendarzu
186. dniem w roku jest 5 lipca (w latach przestępnych jest to 4 lipca). Zobacz też co wydarzyło się w roku 186, oraz w roku 186 p.n.e.